# Bjørnbogletsjer
De Bjørnbogletsjer is een gletsjer in Nationaal park Noordoost-Groenland in het uiterste noordwesten van Groenland. De gletsjer ligt in de Stauningalpen in het Scoresbyland.
Het is een van de zeven gletsjers die uitkomen in het dal van de Schuchert. Andere gletsjers zijn onder andere de Roslingletsjer, de Gannochygletsjer, de Storgletsjer, de Schuchertgletsjer, de Siriusgletsjer en de Aldebarangletsjer. De Bjørnbogletsjer stroomt vanuit het noordwesten in het Schuchertdal in.
De Bjørnbogletsjer heeft een lengte van meer dan 25 kilometer en heeft daarnaast nog meerdere takken die onderweg samenkomen. De voornaamste van deze gletsjertakken zijn de Oriongletsjer, Jupitergletsjer, Marsgletsjer en Mercuriusgletsjer.